# Saint-Vincent-du-Lorouër
Saint-Vincent-du-Lorouër ist eine kleine französische Gemeinde mit 822 Einwohnern (Stand 1. Januar 2022) im Département Sarthe in der Region Pays de la Loire. Sie gehört zum Kanton Montval-sur-Loir.

## Lage
Die Gemeinde liegt zwischen den Städten Le Mans (43 km) und Tours (83 km) und ist fünf Kilometer von Le Grand-Lucé entfernt. 

## Bevölkerungsentwicklung
| Jahr      | 1793 | 1896 | 1954 | 1982 | 1990 | 1999 | 2006 | 2020 |
| Einwohner | 1661 | 1787 | 1093 | 791  | 724  | 829  | 892  | 832  |

## Sehenswürdigkeiten
- Schloss Château des Etangs

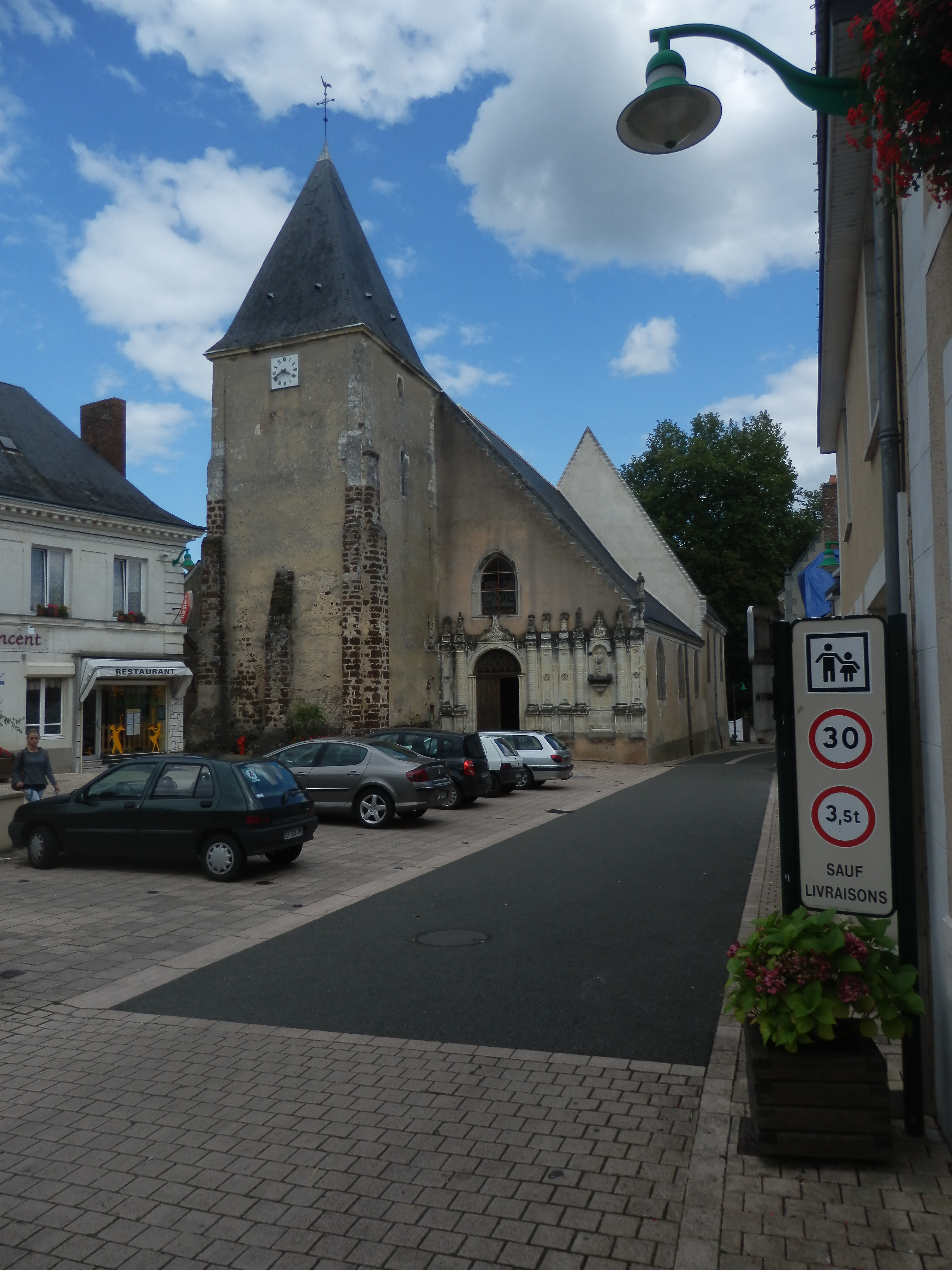
Kirche Saint-Vincent

- Kirche Saint-Vincent aus dem 13. Jahrhundert